# Fran Lezama Perier
Fran Lezama Perier (Zalla, 20 de mayo de 1964) es un pintor vasco del surrealismo.

## Trayectoria
Hermano del escultor Patxi Xabier Lezama. Estudió delineación, decoración y diseño, trabajando como ilustrador en estudios de arquitectura. Asociado a la vanguardia vasca su obra está rodeada de una atmósfera de misticismo, plasmada en las figuras representativas del mundo secular moderno. Las pinturas de Lezama suelen presentar figuras humanas estilizadas que realizan tareas simbólicas, elementos oníricos y el Arquetipo (iluminación). Su obra no es un testimonio del mundo, sino que cuestiona el orden del mundo y trata de reflejar la imagen de un mundo diferente, un mundo que puede ser imposible, pero que se ha hecho visible a través del arte. Piezas de temas naturales e imágenes familiares: plantas, piedras, animales. Desde 1971 ha impartido clases de Dibujo y Pintura en distintas instituciones. Su obra pictórica se encuadra en el estilo surrealista

## Obra

### Exposiciones individuales
- 1990: Galería "Etxeba" (Bilbao).
- 1992: Galería "Los 4 Arrue" (Bilbao).
- 1992: Casino de Valle de Mena-Burgos.
- 1995: Sala "Eusebio Erkiaga" (Lequeitio-Bizkaia).
- 1996: Sala de arte "Dtor. Madrazo" (Santander).
- 1996: Galería "H. Los Tamarises" (Algorta-Bizkaia).
- 1996: Sala de arte "Torrebillela" (Mungia-Bizkaia).
- 1997: Sala de arte "Molino de Aixerrota" (Algorta-Bizkaia).
- 1997: Sala de arte "H. Ciudad de Santander" (Santander).
- 1998: Sala "Casa de la Amistad" (L.H.Cuba).
- 1998: Galería KO" (Santutxu-Bizkaia).
- 1998: Sala de arte "Aeropuerto de Bilbao".
- 1999: Sala "Central Hispano 20" (Deusto-Bilbao).
- 1999: Galería "Atalayarte" (Castro Urdiales-Cantabria).
- 2000: Sala "Victor de los Rios" (Santoña-Cantabria).
- 2003: Galería "H. Igeretxe" (Getxo-Bizkaia).
- 2004: Sala de arte "R.C.Naútico de Laredo" (Cantabria).
- 2008: Fondo permanente Galería "Chateau des Reaux" sur Loire (Francia).
- 2019: Fondo Permanente Fundación de Arte Contemporáneo Matilde Tamayo.

### Exposiciones colectivas
- 1989: "Galería de arte Baserri" (Madrid).
- 1992: "Sala de arte Los 4 Arrue" (Bilbao).
- 1996: "Museo Franz Mayer" (México).
- 1999: "Sala Juan Larrea" (Bilbao).
- 1999: "Galería de arte Ginou"(Biarritz-Francia).
- 2000: "Galería de arte L" (La Habana-Cuba).
- 2020: "Galería Valenzuela" (Granada).
- 2001: "Spazio Arte La Fenice" (San Remo-Italia).
- 2002: "Espacio de arte La Fragua Martiana" (L.H.Cuba).
- 2007: "Galeria Fort" (Cadaques-Girona).
- 2007: "Fundacio Tarrats D,Art Grafic (Pineda de Mar-Barcelona).
- 2007: "Galería de arte "L,Etangd,Art" (Bages-Francia).
- 2007: "Farley, Yard Trust" (Chiddingly-East Sussex-Reino Unido).
- 2007: Parque Tecnológico de Bizkaia.
- 2008: Mobilarte/Museum Cemento.
- 2008: Parque Tecnológico de Alava.
- 2008: Planetarium de Pamplona (Pamplonetario).
- 2015:  Italy Art Tokio, Bienal de Arte. Minato Mirai Gallery.
- 2020: Sala Miguel A. Domenech (Puerto Rico).
- 2021: Moscow House of Nationalities in Moscow.
- 2021: Galerie Artes. Rue Frédéric Sauton. París.